# Grönvikstjärnen
Grönvikstjärnen är en sjö i Sundsvalls kommun i Medelpad och ingår i Ljungan-Gnarpsåns kustområde. Grönvikstjärnen ligger i Grönviksmyran Natura 2000-område.